# Spett (matlagning)

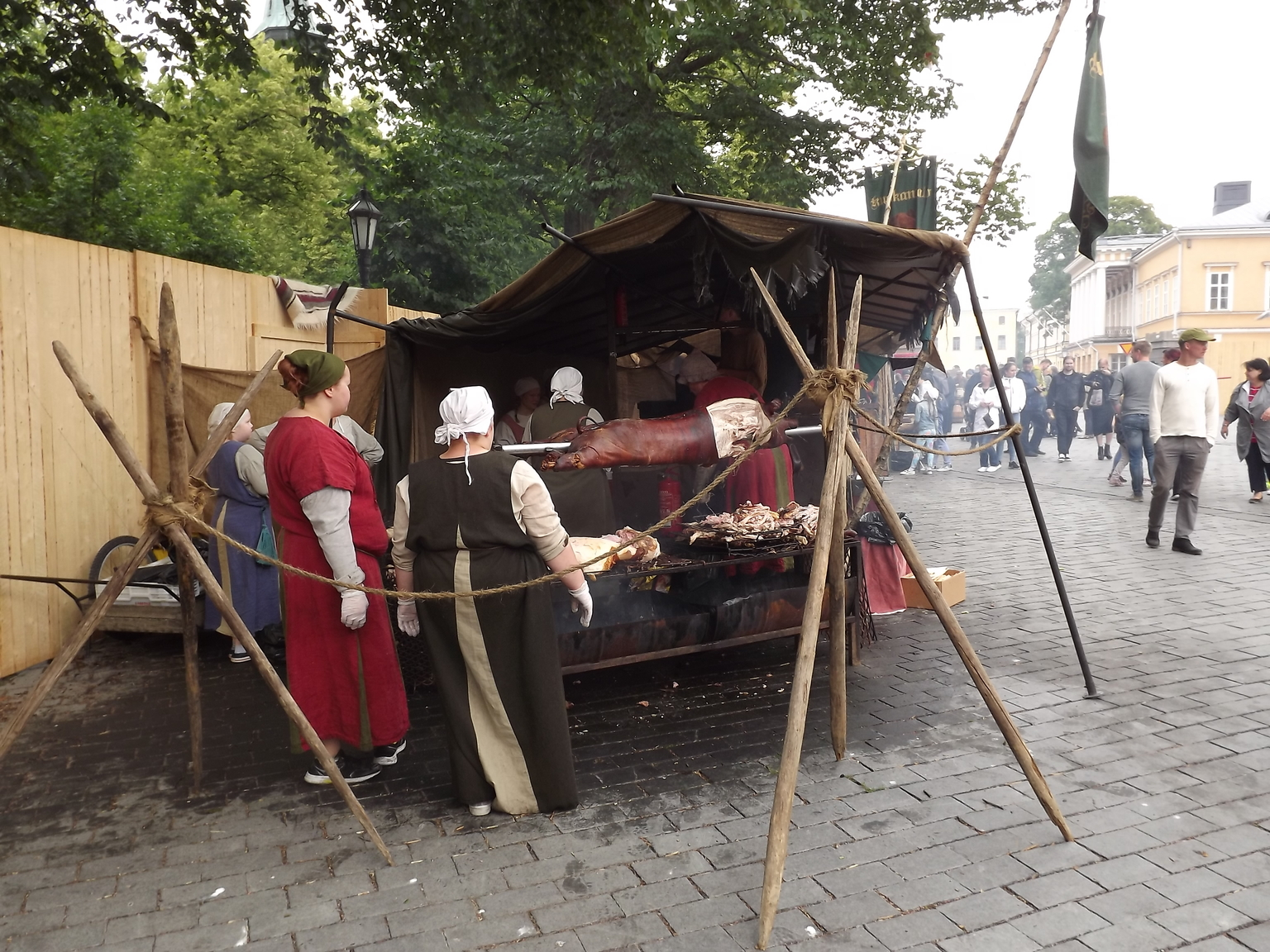
Hel gris grillas på spett på Åbo medeltidsmarknad.

Spett är ett långsmalt, spetsigt trä- eller metallstycke som används för att trä upp kött- och grönsaksbitar för grillning eller stekning i ugn. Spett kan också användas med större köttbitar eller till och med hela djur. Det som på svenska kallas spett, beskrivs på engelska med tre olika ord: stora grillspett (spit), självroterande spett (rotisserie, däribland kebabspett) och små grillspett som läggs på tallriken (skewer).
På medeltiden var helstekning av gris eller kalv på spett en vanlig tillagningsmetod i stora hushåll. Idag används mindre köttstycken eller grönsaker, men helstekning förekommer ofta, bland annat av kyckling. 